# World Athletics Relays 2025
Le World Athletics Relays 2025 si sono tenute a Guangzhou, Cina, il 10 e 11 maggio 2025. È stata la settima edizione della competizione, la prima tenuta in Cina.
Si tratta della prima edizione che ha ospitato la gara dei 4×100 m misti.

## Organizzazione
Inizialmente Guangzhou avrebbe dovuto ospitare l'edizione 2023 della competizione, da tenersi il 13 e 14 maggio. Il 31 ottobre 2022 è stato annunciato che l'evento sarebbe stato rimandato al 2025 a causa della Pandemia di COVID-19.
L'evento funge inoltre da meccanismo di qualificazione per i campionati del mondo di atletica leggera 2025 di Tokyo, con i primi 14 classificati ad ogni evento (eccezion fatta per i 4x100 m misti) che ottengono la qualificazione ai campionati mondiali.

## Paesi partecipanti
Hanno preso parte ai campionati 43 diverse federazioni.
- Australia
- Belgio
- Botswana
- Brasile
- Canada
- Cile
- Cina
- Taipei cinese
- Colombia
- Danimarca
- Rep. Dominicana
- Francia
- Germania
- Ghana
- Gran Bretagna
- Guyana
- India
- Irlanda
- Italia
- Costa d'Avorio
- Giamaica
- Giappone
- Kenya
- Liberia
- Messico
- Paesi Bassi
- Nigeria
- Norvegia
- Paraguay
- Perù
- Polonia
- Portogallo
- Qatar
- Senegal
- Sudafrica
- Corea del Sud
- Spagna
- Sri Lanka
- Svizzera
- Thailandia
- Uganda
- Stati Uniti
- Zimbabwe

## Programma
Tutti gli orari sono da considerarsi UTC+8.
| Orario | Evento            | Turno       |
| ------ | ----------------- | ----------- |
| 19:01  | 4x100 m misti     | Batterie    |
| 19:22  | 4x400 m misti     | Primo turno |
| 20:03  | 4x100 m femminili | Primo turno |
| 20:25  | 4x100 m maschili  | Primo turno |
| 20:53  | 4x400 m femminili | Primo turno |
| 21:23  | 4x400 m maschili  | Primo turno |

| Orario | Evento            | Turno      |
| ------ | ----------------- | ---------- |
| 19:05  | 4x100 m misti     | Finale     |
| 19:13  | 4x400 m misti     | Semifinali |
| 19:34  | 4x400 m femminili | Semifinali |
| 19:56  | 4x400 m maschili  | Semifinali |
| 20:16  | 4x100 m femminili | Semifinali |
| 20:32  | 4x100 m maschili  | Finale     |
| 21:03  | 4x400 m misti     | Finale     |
| 21:16  | 4x100 m femminili | Finale     |
| 21:26  | 4x100 m maschili  | Finale     |
| 21:36  | 4x400 m femminili | Finale     |
| 21:49  | 4x400 m maschili  | Finale     |

## Medagliati

### Uomini
| Specialità | Oro                                                                     | Prestazione | Argento                                                                  | Prestazione | Bronzo                                                         | Prestazione |
| 4×100 m (dettagli) | Sudafrica Bayanda Walaza Sinesipho Dambile Bradley Nkoana Akani Simbine | 37"61       | Stati Uniti Courtney Lindsey Kenneth Bednarek Kyree King Brandon Hicklin | 37"66       | Canada Aaron Brown Jerome Blake Brendon Rodney Andre De Grasse | 38"11       |
| 4×400 m (dettagli) | Sudafrica Gardeo Isaacs Udeme Okon Leendert Koekemoer Zakithi Nene      | 2'57"50     | Belgio Jonathan Sacoor Robin Vanderbemden Daniel Segers Alexander Doom   | 2'58"19     | Botswana Lee Eppie Justice Oratile Kabo Rankgwe Leungo Scotch  | 2'58"27     |
| record mondiale; record mondiale stagionale; record africano; record asiatico; record europeo; record nord-centroamericano e caraibico; record sudamericano; record oceaniano; record dei campionati; record nazionale; record personale; record personale stagionale. |                                                                         |             |                                                                          |             |                                                                |             |

### Donne
| Specialità | Oro                                                                          | Prestazione | Argento                                                               | Prestazione | Bronzo                                                                          | Prestazione |
| 4×100 m (dettagli) | Gran Bretagna Nia Wedderburn-Goodison Amy Hunt Bianca Williams Success Eduan | 42"21       | Spagna Esperança Cladera Jaël Bestué Paula Sevilla María Isabel Pérez | 42"28       | Giamaica Natasha Morrison Shelly-Ann Fraser-Pryce Tina Clayton Shericka Jackson | 42"33       |
| 4×400 m (dettagli) | Spagna Paula Sevilla Eva Santidrián Daniela Fra Blanca Hervás                | 3'24"13     | Stati Uniti Paris Peoples Karimah Davis Maya Singletary Bailey Lear   | 3'24"72     | Sudafrica Shirley Nekhubui Miranda Coetzee Precious Molepo Zenéy van der Walt   | 3'24"84     |
| record mondiale; record mondiale stagionale; record africano; record asiatico; record europeo; record nord-centroamericano e caraibico; record sudamericano; record oceaniano; record dei campionati; record nazionale; record personale; record personale stagionale. |                                                                              |             |                                                                       |             |                                                                                 |             |

### Miste
| Specialità | Oro | Prestazione | Argento                                                          | Prestazione | Bronzo                                                                             | Prestazione |
| 4×100 m (dettagli) | Canada Sade McCreath Marie-Éloïse Leclair Duan Asemota Eliezer Adjibi Gabrielle Cole Jacqueline Madogo | 40"30       | Giamaica Serena Cole Krystal Sloley Javari Thomas Bryan Levell   | 40"44       | Gran Bretagna Asha Philip Kissiwaa Mensah Jeriel Quainoo Joe Ferguson              | 40"88       |
| 4×400 m (dettagli) | Stati Uniti Chris Robinson Courtney Okolo Johnnie Blockburger Lynna Irby-Jackson                       | 3'09"54     | Australia Luke van Ratingen Ellie Beer Terrell Thorne Carla Bull | 3'12"20     | Kenya David Sanayek Kapirante Mercy Chebet Brian Onyari Tinega Mercy Adongo Oketch | 3'13"10     |
| record mondiale; record mondiale stagionale; record africano; record asiatico; record europeo; record nord-centroamericano e caraibico; record sudamericano; record oceaniano; record dei campionati; record nazionale; record personale; record personale stagionale. | |             |                                                                  |             |                                                                                    |             |